# Gymnocarpium Dryopteris
Gymnocarpium dryopteris, también conocido como oakfern occidental, roble helecho común o roble helecho del Norte, es un helecho de la familia Polypodiaceae.

## Descripción
G. dryopteris tiene hojas pequeñas y delicadas, con pinnas ternately-compuesto (hojas). Las frondas se presentan individualmente. En la parte inferior del pabellón auricular madurado sori desnuda se pueden encontrar.

## Distribución
Es común en los bosques de Canadá y el noroeste de Estados Unidos. También se encuentra en Escocia y Escandinavia, Finlandia y Rusia. Su nombre se discute también como Gymnocarpium dysjunctum. oakfern puede ser una traducción de dryopteris.
Esta especie es una planta de sotobosque, no se encuentra en asociación con robles.